# Greater Geelong City
Greater Geelong City is een Local Government Area (LGA) in Australië in de staat Victoria. Greater Geelong City heeft een totale bevolking van 207.515 inwoners. De hoofdplaats is Geelong.